# Geelbuikjuffertje
Het geelbuikjuffertje (Amblyglyphidodon leucogaster) is een  straalvinnige vissensoort uit de familie van rifbaarzen en koraaljuffertjes (Pomacentridae). De wetenschappelijke naam van de soort is voor het eerst geldig gepubliceerd in 1847 door Bleeker.